# Phocarctos hookeri
El león marino de Nueva Zelanda (Phocarctos hookeri) es una especie de mamífero pinnípedo de la familia de los otáridos. Habita en las costas de la isla Sur e isla Stewart, en Nueva Zelanda en pequeñas colonias y en grandes colonias en las islas subantárticas neozelandesas, especialmente en las islas Auckland. Es uno de los mayores animales del país y desde la década de los 90 del siglo XIX se lo considera una especie protegida.  
A mediados de los 90 del siglo XX se estimaba una población de 15 000 ejemplares. El brote de una epidemia en 1998 causó la muerte del 20 % de hembras adultas y del 50 % de las crías. En 2006 se estimaba una población de 11 855 ejemplares, lo que colocaba a la especie con <10 000 individuos adultos, suficiente para se clasificada en la Lista Roja de la IUCN como especie en peligro de extinción.